# Lollobrigida Girls
Le Lollobrigida Girls (anche note come VIS Lollobrigida) sono un gruppo musicale elettro-pop/punk croato attivo dal 1993.
Nel 2009 hanno vinto l'MTV Europe Music Award al miglior artista adriatico.

## Formazione
- Ida Prester – voce
- Petra Cigoj – voce
- Kleemar (Matej Končan) – tastiere
- Jernej Šavel – basso
- Marko Turkalj – chitarra
- Ivan Levačić Levi – batteria

## Discografia
Album
- 2005 - Cartoon Explosion
- 2008 - Lollobridiga Inc.
- 2012 - Pilula

Singoli
- Party (2004)
- Nesretan Božić (2004)
- Straight Edge (2005)
- Bubblegum Boy (2005)
- Ružna Djevojka (2005)
- Moj decko je gej (2006)
- Mrs.Right and Mr.Wrong (2008)
- Volim te (2009)
- Bivša cura (2010)
- Kompjuter (2011)
- Sex on TV, sex on the radio (2011)
- Malo vremena (2012)
- Ja se resetiram (2012)
- Pilula (2012)
- Stroboskop (2013)
- Reklama (2013)